# تروآ (شهر)
تروآ (به یونانی: Τροία, Troia، همچنین Ίλιον, Ilion; Latin: Trōia, Īlium؛ به هیتی: Wilusa یا Truwisa) نام شهری باستانی در ترکیه امروزی است. تروآ مهاجرنشینی یونانی بود که در محل آناتولی واقع بود.
هاینریش شلیمان، باستان‌شناس آلمانی، به سال ۱۸۷۰ به حفاری در محل پرداخت و چندین شهر بنا شده بر روی یکدیگر یافت. گمان می‌رود شهری که تروآی ۸ نام گرفته، محل رخداد جنگ افسانه‌ای تروآی نقل شده در حماسهٔ ایلیاد اثر هومر باشد.